# 对氨基苯膦酸
对氨基苯膦酸又称4-氨基苯膦酸，是一种有机磷化合物，分子式为C6H8NO3P。

## 制备
对氨基苯膦酸可由对溴苯膦酸在氧化亚铜的存在下和氨水反应得到。